# Seekasten
Der Seekasten (auch Sauger genannt) eines Motorschiffs ist die Stelle, an der während des Schiffsbetriebs der umgebenden See Primärkühlwasser zum Zwecke der Kühlung von Hauptmaschine(n), Hilfsmaschine(n) und größeren abwärmeerzeugenden Anlagen entnommen wird. Bei kleinen Schiffen wird kein Seewasser entnommen; es befinden sich dann die Wärmetauscher direkt im Seekasten.
Es handelt sich um eine kastenförmige Einbuchtung in der Außenhaut unterhalb der Wasserlinie, die bei großen Schiffen sogar begehbar sein kann. Die Außenhaut ist im Bereich des Seekastens offen, setzt sich aber in Form eines grobmaschigen gitterförmigen Schmutzfängers (Gräting) fort.
Jeder Maschinenraum eines Schiffes hat mindestens einen Tiefsauger und einen Hochsauger. Der Hochsauger wird im Hafen und auf Revier benutzt. Damit wird vermieden, dass zu viel Schlamm mit angesaugt wird. Der Tiefsauger wird auf See verwendet, da im Seegang aufgrund von Rollbewegungen des Schiffes die Gefahr besteht, dass der Hochsauger zeitweise auftaucht.
Steht die Notfeuerlöschpumpe nicht im Bereich des Maschinenraumes, sondern etwa unter der Back, was mitunter für Löscharbeiten sinnvoller ist, dann befindet sich dort ein weiterer Seekasten.
Unmittelbar über dem Seekasten ist das Seeventil der Kühlwasserpumpe angeflanscht, ebenso das Entlüftungsventil. Direkt im Seekasten befindet sich oft ein Dampfbläser zum Durchblasen des Grätings.
Schiffe, die voraussichtlich ins Eis fahren, können ihr erwärmtes Seekühlwasser zurück in den Seekasten leiten, statt es direkt außenbords zu pumpen. Damit verringert sich die Gefahr, dass Eis das Einströmen von Meerwasser blockiert und es zu einem Leistungsabfall der Seekühlwasserpumpen kommt. Die Schiffsmaschinen müssten so gestoppt werden und das Schiff würde manövrierunfähig werden. Für regelmäßig eisgehende Schiffe hat man in den vergangenen Jahren mehrere hundert Tonnen Wasser fassende Seekästen eingebaut. Damit kann dann ohne Gefahr der Pumpenblockade durch Eis gefahren werden. Sollte sich dieses Wasser über ein bestimmtes Maß erwärmen, wird kaltes Seewasser zugesetzt.
In den vergangenen Jahren wurden von Tauchern der Zollfahndung in den Häfen (Ermittlungsgruppe Hafen) Schiffskästen wiederholt als Verstecke für Drogen ausfindig gemacht. Drogenhändler lassen im Abgangshafen die Drogen wasserdicht verpackt in den Seekästen durch Taucher befestigen. Im Hafen des Bestimmungslandes werden die Drogen durch Taucher dann wieder aus dem Schiffskörper geborgen, wenn sie nicht zuvor von der Zollfahndung entdeckt wurden. Meist geschieht dies ohne Wissen der Besatzungsmitglieder.